# Naughty List (chanson de Liam Payne)
Naughty List est une chanson du chanteur anglais Liam Payne en duo avec la chanteuse Dixie D'Amelio, sortie le 30 octobre 2020. La chanson est écrite par Ben Kohn, Ed Drewett, Ella Henderson, Janée Bennett, Pete Kelleher et Tom Barnes.